# André Weil
André Weil (6. května 1906 Paříž, Francie – 6. srpna 1998 Princeton, New Jersey, USA) byl francouzský matematik, známý pro šířku a kvalitu výsledků svého výzkumu. Především je znám pro svou práci v oblastech teorie čísel a algebraické geometrie. Byl zakládajícím členem a v dřívějším období de facto i vůdcem tzv. Bourbakiho skupiny. Filozofka Simone Weil byla jeho sestrou. V roce 1979 obdržel Wolfovu cenu za matematiku.